# Esquerra Anticapitalista Europea
La Conferència de l'Esquerra Anticapitalista Europea (CEAE) va ser una xarxa informal de partits d'esquerra europeus de diferents tendències (trotskistes, altres marxistes-leninistes, nacionalistes, maoistes i europeistes). La xarxa va tenir la seva primera trobada a Lisboa, al març del 2000. D'aleshores ençà, les reunions es duen a terme periòdicament cada sis mesos.
Els partits adherents es declaraven oposats a una construcció europea neoliberal. Basant-se en aquesta premissa, la xarxa es va posicionar en contra del Tractat de la Constitució Europea. Les relacions entre la CEAE i el Partit de l'Esquerra Europea no estaven definides, ja que diversos partits formaven part d'ambdues estructures simultàniament.
Durant la trobada mantinguda a Londres el 2005, els membres de la CEAE van aprovar aprofundir la seva cooperació amb el desenvolupament de campanyes conjuntes i l'establiment d'una pàgina web comuna.

## Participants
Partits i organitzacions que han participat en alguna de les trobades de 2001 a 2009 amb les dades disponibles.
| Estat      | Partit                                   | Participant | Observador |
| ---------- | ---------------------------------------- | ----------- | ---------- |
| Bèlgica    | Esquerra Anticapitalista                 | 2 / 13      | 0 / 13     |
| Bèlgica    | Alternativa Socialista Internacional     | 1 / 13      | 0 / 13     |
| Dinamarca  | Aliança Roja-Verda                       | 9 / 13      | 0 / 13     |
| Alemanya   | Partit Comunista Alemany                 | 2 / 13      | 2 / 13     |
| Alemanya   | Esquerra Socialista Internacional        | 1 / 13      | 0 / 13     |
| Alemanya   | Lliga Socialista Revolucionària          | 1 / 13      | 0 / 13     |
| Grècia     | Sinaspismós                              | 3 / 13      | 2 / 13     |
| França     | Lliga Comunista Revolucionària           | 10 / 13     | 0 / 13     |
| França     | Nou Partit Anticapitalista               | 1 / 13      | 0 / 13     |
| Irlanda    | Partit Socialista                        | 1 / 13      | 1 / 13     |
| Irlanda    | People Before Profit                     | 1 / 13      | 0 / 13     |
| Itàlia     | Refundació Comunista                     | 2 / 13      | 0 / 13     |
| Luxemburg  | L'Esquerra                               | 4 / 13      | 0 / 13     |
| Polònia    | Partit Polonès del Treball               | 2 / 13      | 0 / 13     |
| Portugal   | Bloc d'Esquerra                          | 10 / 13     | 0 / 13     |
| Suècia     | Política Socialista                      | 2 / 13      | 0 / 13     |
| Suïssa     | SolidaritéS                              | 10 / 13     | 0 / 13     |
| Suïssa     | Moviment pel Socialisme                  | 2 / 13      | 0 / 13     |
| Suïssa     | Esquerra Alternativa                     | 1 / 13      | 0 / 13     |
| Espanya    | Espai Alternatiu                         | 10 / 13     | 0 / 13     |
| Espanya    | Zutik                                    | 2 / 13      | 0 / 13     |
| Espanya    | Corrent Roig                             | 0 / 13      | 1 / 13     |
| Espanya    | Esquerra Unida i Alternativa             | 5 / 13      | 2 / 13     |
| Espanya    | Esquerra Unida (Espanya)                 | 1 / 13      | 1 / 13     |
| Turquia    | Partit de l'Esquerra                     | 5 / 13      |            |
| Regne Unit | Partit Socialista Escocès                | 9 / 13      | 0 / 13     |
| Regne Unit | Aliança Socialista                       | 3 / 13      | 0 / 13     |
| Regne Unit | Socialist Workers Party                  | 10 / 13     | 0 / 13     |
| Regne Unit | Partit Socialista (Anglaterra i Gal·les) | 6 / 13      | 1 / 13     |
| Regne Unit | Partit del Respecte                      | 5 / 13      | 0 / 13     |
| Regne Unit | Resistència Socialista                   | 1 / 13      | 0 / 13     |
| Regne Unit | Grup Socialista Internacional            | 1 / 13      | 0 / 13     |